# Jake Schreier
Jacob Stacey Schreier (Berkeley, California, 29 de septiembre de 1981) es un director de cine, videos musicales y comerciales estadounidense. Fue miembro fundador de Waverly Films, un colectivo de cine con sede en Brooklyn, y se unió a Park Pictures en 2006, estrenando su primer largometraje, Robot & Frank, en 2012. En 2015 estrenó Paper Towns, una adaptación de la novela de 2008 del mismo nombre de John Green.

## Biografía

### Primeros años
Nacido en Berkeley, Jake Schreier asistió a la Escuela de Artes Tisch de la Universidad de Nueva York. Después de graduarse, dirigió videos musicales, incluido uno para Francis and the Lights, un intérprete y compositor con quien Schreier también tocó el teclado durante varios años. También dirigió comerciales para productos como Absolut Vodka y teléfonos Verizon. Junto con sus amigos de la universidad, cofundó el colectivo cinematográfico Waverly Films y continuó colaborando en proyectos cinematográficos para televisión y la web.

### Carrera
En 2006, firmó con Park Pictures, una productora de comerciales y películas, y trabajó en varias campañas publicitarias y comerciales; se destacó por su trabajo y apareció en la lista de "Mejores nuevos directores" de la revista Creativity y otras revistas de la industria publicitaria. En 2012, estrenó su primer largometraje, Robot & Frank, basado en el guion de su amigo y compañero de clase de Tisch, Christopher Ford. La película ganó el Premio Alfred P. Sloan en el Festival de Cine de Sundance, a la mejor película que se centra en la ciencia o la tecnología como tema, empatando con la película Kashmiri, Valley of Saints. Robot & Frank le valió a Schreier elogios de la crítica por su debut como director. El crítico de cine de Los Angeles Times, Kenneth Turan, lo calificó como "excepcionalmente pulido para ser un esfuerzo por primera vez", y Rolling Stone le dio tres de cuatro estrellas. También dirigió la adaptación cinematográfica del libro de John Green, Paper Towns, que se estrenó el 24 de julio de 2015.
En junio de 2022, fue contratado para dirigir la película de superhéroes Thunderbolts (2024) de Marvel Studios.

## Filmografía

### Cine
| Año  | Título                                         | Notas |
| ---- | ---------------------------------------------- | ----- |
| 2012 | Robot & Frank                                  |       |
| 2015 | Paper Towns                                    |       |
| 2021 | Chance the Rapper's Magnificent Coloring World |       |
| 2025 | Thunderbolts*                                  |       |

### Televisión
| Año       | Título                   | Notas       |
| --------- | ------------------------ | ----------- |
| 2013      | Alpha House              | 1 episodio  |
| 2016      | Shameless                | 1 episodio  |
| 2017-2018 | I'm Dying Up Here        | 2 episodios |
| 2018-2019 | Lodge 49                 | 6 episodios |
| 2018-2020 | Kidding                  | 6 episodios |
| 2021      | Dave                     | 1 episodio  |
| 2021      | Nuevo sabor a cereza     | 2 episodios |
| 2021      | The Premise              | 1 episodio  |
| 2022      | Minx                     | 1 episodio  |
| 2023      | Beef                     | 6 episodios |
| 2023      | Star Wars: Skeleton Crew |             |